# Schenkia amphileuca
Schenkia amphileuca är en stekelart som beskrevs av Henry Keith Townes, Jr. och Gupta 1962. Schenkia amphileuca ingår i släktet Schenkia och familjen brokparasitsteklar. Inga underarter finns listade i Catalogue of Life.